# 1875
1875 (MDCCCLXXV) je bilo navadno leto, ki se je po gregorijanskem koledarju začelo na [[]], po 12 dni počasnejšem julijanskem koledarju pa na sredo.

## Dogodki
- 14. februar - Alexander Graham Bell in Elisha Gray sočasno izumita telefon. Vlogo za patent je Bell vložil 2 uri pred Elishom Grayem

## Rojstva
- 14. januar - Albert Schweitzer, nemško-alzaški zdravnik, človekoljub, filozof, nobelovec († 1965)
- 20. marec - Vladimir Sergejevič Ignatovski, ruski matematik, fizik († 1942)
- 22. marec - Anton Codelli, italijanso-slovenski izumitelj († 1954)
- 11. april - Ivan Baša, madžarski slovenski rimskokatoliški duhovnik, pisatelj, dekan Lendave († 1931)
- 30. maj - Giovanni Gentile, italijanski fašist in filozof († 1944)
- 28. junij - Henri Léon Lebesgue, francoski matematik († 1941)
- 26. julij - Carl Gustav Jung, švicarski psihiater, psiholog († 1961)
- 11. november - Vesto Melvin Slipher, ameriški astronom († 1969)
- 19. november - Mihail Ivanovič Kalinin, ruski boljševik, politik († 1946)
- 23. december - Ivan Prijatelj, slovenski književni zgodovinar, prevajalec († 1937)

## Smrti
- 17. februar - Friedrich Wilhelm August Argelander, nemški astronom (* 1799)
- 22. februar - sir Charles Lyell, škotski geolog (* 1797)
- 6. april - Moses Hess, nemški novinar, socialist judovskega rodu (* 1812)
- 3. junij - Georges Bizet, francoski skladatelj (* 1838)
- 4. junij - Eduard Mörike, nemški pisatelj, pesnik in prevajalec (* 1804)
- 4. avgust - Hans Christian Andersen, danski pisatelj in pesnik (* 1805)
- 23. november - Friedrich Albert Lange, nemški filozof in sociolog (* 1828)
- 11. december - Štefan Pinter, slovenski pesnik in vaški sodnik na Gornjem Seniku v Porabju (* 1832)